# 神崎町循環バス
神崎町循環バス（こうざきまちじゅんかんバス）は、千葉県香取郡神崎町が運行するコミュニティバス（自治体バス）。愛称は「きらきら号」。神崎町が保有する自家用自動車を使用した自家用有償旅客運送である。

## 沿革
- 2005年（平成17年）4月11日 - 運行開始。
- 2019年（令和元年）10月 - 年末年始（12月29日～1月3日）を除く毎日運行となる。

## 運行内容
- 運賃は無料である。
- 運行本数は、各ルートとも1日3便[2]。

## 現行路線

### 中央ルート
- 神崎町役場 → わくわく西の城 → 植房面足神社 → 立野コミュニティセンター → 成城台 → 四季の丘コミュニティセンター → JR下総神崎駅 → 神崎町役場 → （北ルートへ直通）

年末年始運休。

### 北ルート
- 神崎町役場 → わくわく西の城 → 小松コミュニティセンター → きたふれあいセンター → 神崎町役場 → JR下総神崎駅 → 四季の丘コミュニティセンター → 高谷コミュニティーセンター → JR下総神崎駅  → 神崎町役場 → （南ルートへ直通）

年末年始運休。

### 南ルート
- 神崎町役場 → 立野コミュニティセンター → 古原清和団地 → 毛成宮下 → 大貫コミュニティセンター → JR下総神崎駅  → 神崎町役場 → （中央ルートへ直通）

年末年始運休。

## 車両
町が保有する「きらきら号」専用ラッピングのトヨタ・ハイエースを使用する。